# Lisl Steinitz
Elisabeth „Lisl“ Steinitz (* 16. Dezember 1912 in Wien, Österreich-Ungarn; † 11. Februar 1991 in Rostock, Deutschland) war eine österreichische Sängerin und Schauspielerin.

## Leben
Elisabeth Steinitz gab ihr professionelles Debüt 1933 am Österreichischen Städtebundtheater in Wien. Sie wirkte als Soubrette und in den Kabarettvorstellungen ihres Ehemannes Hans Hofer. Nach dem Anschluss Österreichs wurde die jüdische Künstlerin aus dem Theater an der Wien entlassen und floh daraufhin mit ihrem Mann Anfang Mai 1938 nach Prag. Dort setzte sie ihre Arbeit an Kleinkunstbühnen fort.
Steinitz und ihr Ehemann wurde 1942 verhaftet und in das Ghetto Theresienstadt deportiert. Dort trat Lisl Steinitz als Sängerin und Schauspielerin in den Inszenierungen ihres Mannes – Revuen wie Es tut sich was – auf. Anfang Oktober 1944 wurde sie nach Auschwitz verschleppt. Mit Näherrücken der Roten Armee wurde Lisl Steinitz „evakuiert“ und in das KZ Mauthausen verbracht. Dort erlebte die Künstlerin ihre Befreiung.
Steinitz und Hofer kehrten zunächst nach Prag zurück, wo Lisl Steinitz anfänglich Beschäftigung als Theaterbeleuchterin fand. 1960 ließ sich das Ehepaar in Rostock nieder und setzte seine Bühnentätigkeit am dortigen Volkstheater fort.